# 赵允升 (平阳郡王)
赵允升（10世纪—1035年），字吉先，北宋宗室。宋太宗之孙，赵元佐长子。
赵允升断奶之后，就被明德太后养在宫中，太后亲自照看他。赵元佐有病，赵允升才出宫居住。宋真宗给他赐名赵元中，授为右监门卫将军，又改赐名赵允升。天圣三年（1025年）五月，宋仁宗以齊州防禦使赵允升為澶州觀察使，封延安郡公。官至武宁军节度观察留后，历任安德、建雄、安国军节度使。景祐二年（1035年）赵允升卒，赠太尉、平阳郡王，谥懿恭。後又追封為漢王。
儿子有十四人：赵宗礼、赵宗道、赵宗旦、赵宗楷、赵宗悫、赵宗回、赵宗悌、赵宗默、赵宗直、赵宗彦、赵宗惠、赵宗本、赵宗辩、赵宗厚。其中以赵宗礼、赵宗旦、赵宗悌、赵宗惠知名。